# Dulov
Dulov je naseljeno mjesto u okrugu Ilava u  Trenčínskom kraju u Slovačkoj.

## Stanovništvo
| Godina:     | 1993. | 2003.   | 2013.   | 2023.   |
| ----------- | ----- | ------- | ------- | ------- |
| Broj ljudi: | 921   | 917     | 929     | 899     |
| Razlika:    |       | -0,43 % | +1,30 % | -3,22 % |

| Godina:     | 2022. | 2023.   |
| ----------- | ----- | ------- |
| Broj ljudi: | 902   | 899     |
| Razlika:    |       | -0,33 % |

Prema podacima o broju stanovnika iz 2023. godine naselje je imalo 899 stanovnika.

## Vanjske poveznice
|  | Zajednički poslužitelj ima još gradiva o temi Dulov |

- Službena stranica naselja (sl.)